# Aurora (Zamboanga del Sur)
Aurora es un municipio de segunda categoría perteneciente a la provincia de Zamboanga del Sur en la Región Administrativa de Península de Zamboanga (Región IX) situada al sur de la  República de Filipinas  en la isla de Mindanao.

## Geografía
La península de Zamboanga limita con el Golfo del Moro, el Mar de Célebes y el Mar de Sulu quedando unida al resto de la isla de Mindanao por el istmo situado entre la Bahía Panguil comprendida en la Bahía Iligan y la Bahía Pagadian comprendida a su vez en la Bahía Illana. Este istmo es el límite entre las provincias de Zamboanga del Sur y Lanao del Norte.
De acuerdo con el censo del 2000, tiene una población de 42,820 en 8,329 hogares.

## Alcaldía
- Alcalde: Enrique J. Cabahug - LAKAS-CMD (2007-2010)
- Vice Alcalde: Leocio C. Zanoria - NPC-KAMPI (2007-2010)
- Congresista: Victor Yu - NPC-KAMPI (2007-2010)
- Gobernador: Aurora Cerilles - NPC-KAMPI (2007-2010)
- Vice Gobernador: Roy Ariosa - NPC-KAMPI (2007-2010)

## Barangays
Aurora está políticamente subdividida en 44 barangayes.
| - Acad - Alang-alang - Alegria - Anonang - Bagong Mandaue - Bagong Maslog - Bagong Oslob - Bagong Pitogo - Baki - Balas - Balide - Balintawak - Bayabas - Bemposa - Cabilinan | - Campo Uno - Ceboneg - Commonwealth - Orang - Gubaan - Inasagan - Inroad - Kahayagan Oriental (Katipunan) - Kahayagan Occidental - Kauswagan - La Paz (Tinibtiban) - La Victoria - Lantungan - Libertad - Lintugop - Lubid | - Maguikay - Mahayahay - Monte Alegre - Montela - Napo - Panaghiusa - Población - Resthouse - Romarate - San Jose - San Juan - Sapa Loboc - Tagulalo - Waterfall |

## Historia
El nombre de este municipio recuerda a Aurora Aragón la que fuera esposa de Manuel Quezón, primer Presidente de la Mancomunidad de Filipinas.
El año 1948 queda segregada una parte de su territorio formando el la ciudad de Molave.